# Eugene Hale

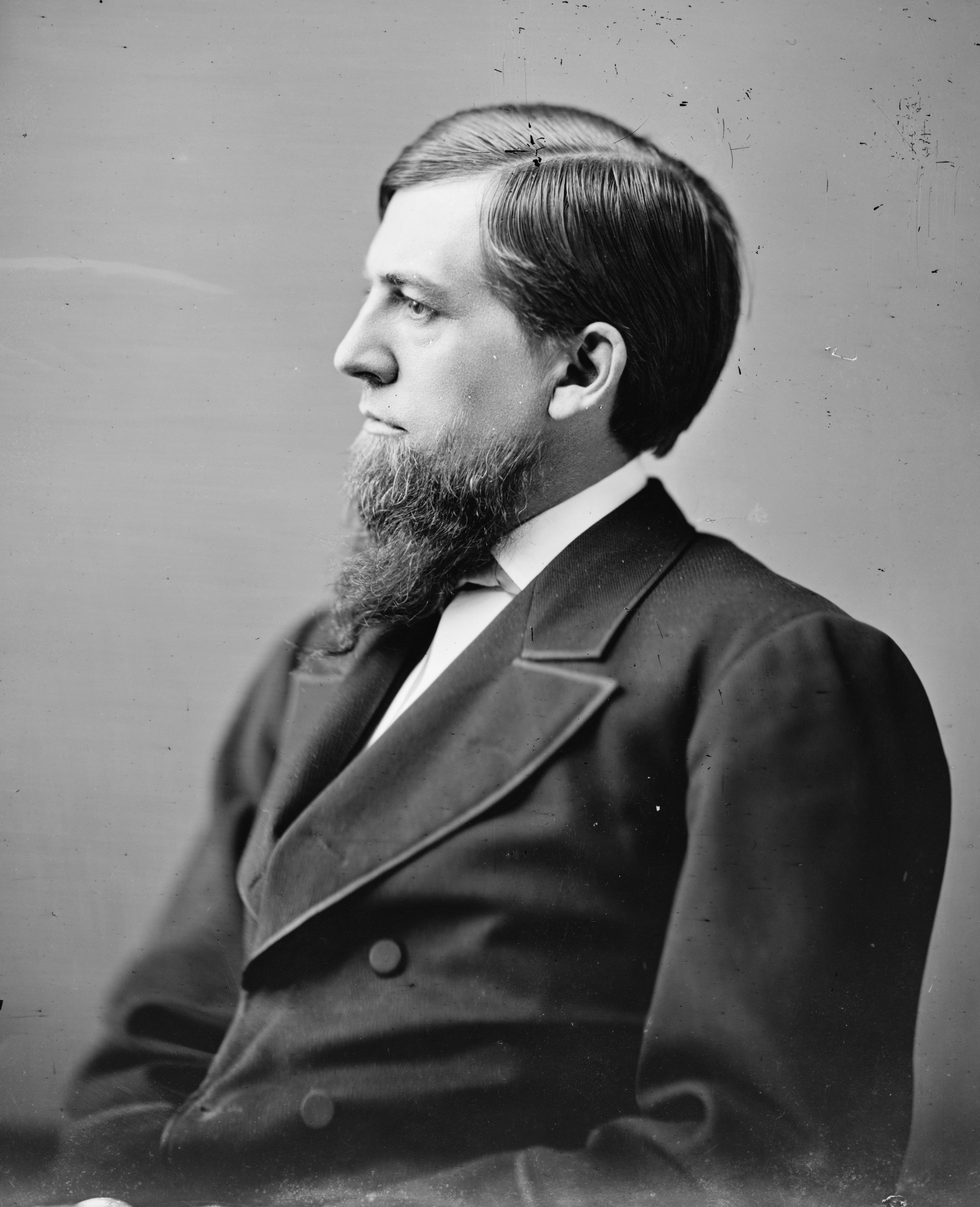
Eugene Hale

Eugene Hale (* 6. Juni 1836 in Turner, Androscoggin County, Maine; † 27. Oktober 1918 in Washington, D.C.) war ein US-amerikanischer Politiker (Republikanische Partei), der den Bundesstaat Maine in beiden Kammern des Kongresses vertrat.

## Leben
Eugene Hale erhielt seine Schulbildung in seinem Geburtsort sowie in der Hebron Academy. Nach Abschluss seiner Jura-Studien in Portland wurde er in die Anwaltskammer aufgenommen und praktizierte zunächst in Ellsworth, ehe er zwischen 1858 und 1866 als Staatsanwalt des Hancock County fungierte. Während seiner späteren politischen Laufbahn promovierte er 1882 als Doktor der Rechtswissenschaften am Bates College.

## Politik
Sein erstes politisches Mandat übernahm Hale als Abgeordneter des Repräsentantenhauses von Maine zwischen 1867 und 1868. Im Anschluss wurde er ins US-Repräsentantenhaus in Washington gewählt, wo er zwischen 1869 und 1879 verblieb; im Jahr 1878 verfehlte er die Wiederwahl.
1881 kehrte er in den Kongress zurück, als er zum Nachfolger des ehemaligen Vizepräsidenten Hannibal Hamlin im Senat gewählt wurde. Nach viermaliger Wiederwahl gehörte er der Parlamentskammer bis zum 3. März 1911 an; während dieser Zeit war er Vorsitzender zahlreicher Senatsausschüsse. Zwischen 1908 und 1911 hatte er zudem den Posten des Republican Conference Chairman inne und war damit faktisch Fraktionsvorsitzender der Republikaner.
Bereits zu Zeiten von Präsident Ulysses S. Grant hatte er eine Berufung in dessen Kabinett abgelehnt; auch Grants Nachfolger Rutherford B. Hayes, der Hale als Marineminister nominieren wollte, erhielt eine abschlägige Antwort. Gleichwohl galt ein besonderes Augenmerk seiner politischen Arbeit stets der US-Marine. Dies war auch der Grund dafür, dass die Navy später zwei Schiffe als USS Hale benannte.
Eugene Hale, dessen Sohn Frederick zwischen 1917 und 1941 ebenfalls US-Senator für Maine war, verstarb 1918 in Washington.